# 成安郡
成安郡，中国南北朝时设置的郡。
北周灭北齐，设置成安郡，治所滏阳县（今河北省磁县），下辖滏阳县、临水县（今河北涉县西北）、武安县（今河北武安市西南），属于相州。隋文帝开皇三年（583年）废成安郡，辖境直属于相州。